# 38048 Blumenbach
38048 Blumenbach este o planetă minoră (asteroid), cu un diametru de 1,839 km, din centura de asteroizi. A fost descoperită pe 27 octombrie 1998 la Catalina Station⁠(d) de Catalina Sky Survey. 
Obiectul prezintă o orbită caracterizată de o semiaxă mare de 1,9647804 UAi, o excentricitate de 0,07, o înclinație de 25,2649 ° în raport cu ecliptica.